# Evolutionsbiologi
Evolutionsbiologi er en gren af biologi, der beskæftiger sig med udviklingsprocessor dvs. hvordan mangfoldigheden af arter opstår og udvikler sig ud fra evolutionens ideer om arvelighed, variation og selektion. Arbejdet omfatter mange discipliner inkl. studier af arter i naturen genetiske og molekylær biologiske studier i laboratoriet og afprøvning af teorier mod matematiske modeller i computere.